# مغامرات تان تان (رسوم متحركة)
مغامرات تان تان (بالإنجليزية: The Adventures of Tintin)‏ مسلسل رسوم متحركة فرنسي كندي وهو مقتبس من روايات مغامرات تان تان وتدور أحداث المسلسل في القرن العشرين ويحكي قصة مراسل صحافي شاب بلجيكي يدعى تان تان يعاونه كلبه الوفي ميلوه في حل القضايا.

## تاريخ
أخرج المسلسل التلفازي الفرنسي ستيفان بيرناسكوني، مع بيتر هوديكي منصب المخرج الكندي.

## الأصوات

### الأصوات الأصلية
- كولين أو ميرا بدور تان تان، الملازم كافيتش، أصوات إضافية
- سوزان رومان بدور سنوي
- ديفيد فوكس بدور الكابتن هادوك، السير فرانسيس هادوك
- واين روبسون بدور البروفيسور كوثبرت كالكولوس
- جون ستوكر بدور تومسون، أصوات إضافية
- مورين فورستر بدور بيانكا كاستافيوري
- فيرنون تشابمان بدور نيستور
- دينيس أكاياما بدور ميتسوهيراتو، بونجي كوراكي، ثاركي
- هارفي أتكين بدور الأمير محمد بن كاليش عزب
- هو تشاو بدور السيد لي، تشنغ لي-كين
- كيث نايت بدور غوستاف بيرد، أصوات إضافية
- جولي ليميو بدور تشانغ تشونغ-تشن
- بيتر ميتش بدور مذيع الراديو
- كريس ويغينز بدور وانغ تشن-يي
- بيتر وايلدمان بدور هيكتور وألفريد أليمبيك

### الأصوات العربية
- غسان سالم بدور تان تان
- سمير شمص بدور هادوك
- ميشال أبو سليمان بدور تومسون
- بيير داغر بدور تومبسون
- سمير معلوف بدور ترونسول

الأصوات الإضافية:
- سمارة نهرا
- صبحي عيط
- اسماعيل نعنوع
- أسعد رشدان
- زينة ملكي
- عماد فريد
- جهاد الاندري

## روابط خارجية
- مغامرات تان تان على موقع IMDb (الإنجليزية)
- مغامرات تان تان على موقع روتن توميتوز (الإنجليزية)
- مغامرات تان تان على موقع نتفليكس (الإنجليزية)
- مغامرات تان تان على موقع فيلمافينيتي (الإسبانية)
- مغامرات تان تان على موقع كينوبويسك (الروسية)
- مغامرات تان تان على موقع ألو سيني (الفرنسية)
- مغامرات تان تان على موقع قاعدة بيانات الفيلم (الإنجليزية)